# KFUO (Mittelwellensender)

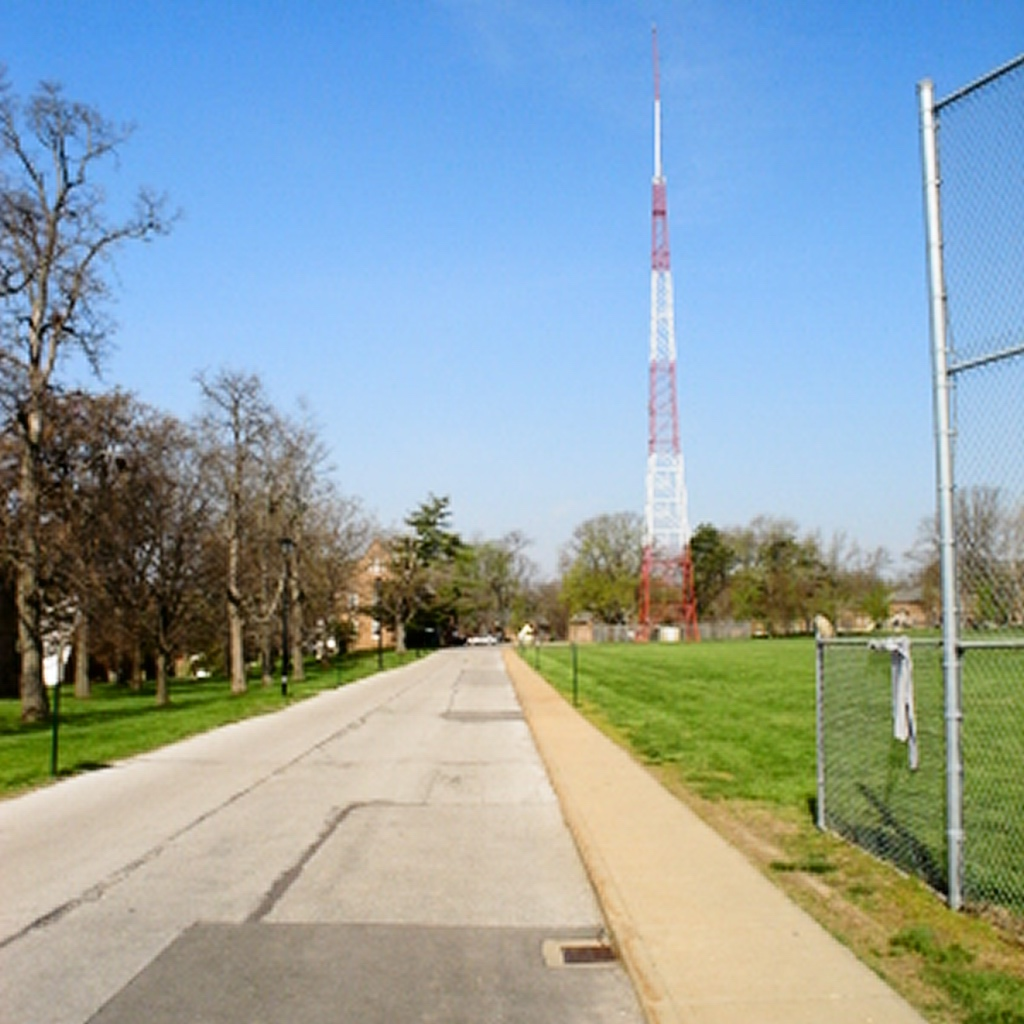
KFUO Mast und Studios an Concordia Seminary Campus, April 2007

KFUO (850 AM) ist ein Hörfunksender in St. Louis County. Er ist einer der ältesten Christlichen Hörfunksender in den Vereinigten Staaten, die kontinuierlich in Betrieb sind. Unterhalten wird er von der Lutheran Church – Missouri Synod (LCMS). Der Sender überträgt meist Kirchenmusik und Radioprogramme über die Bibel, Theologie, und Gesellschaft. An Wochenenden, überträgt der Sender vier Gottesdienste. Mitte Dezember, überträgt der Sender einen Weihnachtsgottesdienst auf Deutsch.
Die Studios befinden sich in der LCMS headquarters in Kirkwood, während die Sender in Clayton, bei Concordia Seminary, stehen.
Die Station darf nur tagsüber senden, da die Sendefrequenz auch von der Clear-Channel Station KOA aus Denver belegt ist. Die Website des Senders spielt nachts heilige Musik, wenn der Radiosender nicht sendet.

## Geschichte
Am 19. Februar 1923, hatte das Board of Control bei Concordia Seminary die Bildung eines lutherischen Hörfunksenders diskutiert. Als Nächstes baten sie um Geld von Studenten und anderen lutherischen Organisationen.
Die Rundfunklizenz wurde am 25. Oktober 1924 ausgestellt. Der Sender begann am 14. Dezember 1924 mit der regulären Ausstrahlung.
Die Station wurde im September 1941 ihrer aktuellen Frequenz von 850 kHz zugeordnet. Diese Frequenz wurde mit KOA in Denver geteilt.
Im Jahr 1948 wurde eine FM-Sendeanlage hinzugefügt, die zunächst dasselbe Programm wie der AM Hörfunksender ausstrahlte. Nach einer FCC-Entscheidung im Jahr 1975 wurde die simultane Aussendung beendet; das FM-Programm wechselte zur klassischen Musik, bis der FM-Sender im Jahr 2010 verkauft wurde.
Im Jahr 1998 begann KFUO einen Livestream auf die Internetsite kfuo.org. Im Jahr 2004 begann KFUO einen HD Radio Sender, der erste in Missouri.
Am 24. Juni 2013, wurde die Senderäume in das LCMS International Center, der Hauptsitz der LCMS, in Kirkwood, Missouri verlegt. Der Sender bleibt bei Concordia Seminary.

## Belege
1. ↑  Schedule and Program Guide. KFUO Radion, abgerufen am 4. August 2017.
2. 1 2 3 4  History. KFUO Radio, abgerufen am 5. August 2018.
3. 1 2  KFUO Was One Of St. Louis’ First Stations. St. Louis Media History Foundation, abgerufen am 8. August 2017.
4. ↑  Radio Stations, Religious. In: Christian Cyclopedia. Concordia Publishing House, abgerufen am 5. August 2018.
5. ↑  St. Louis’ "Classic 99" ends 62 years in the format tonight with Beethoven's 9th. In: Radio-Info.com. 6. Juli 2010, archiviert vom Original am 22. März 2012; abgerufen am 11. August 2017.
6. ↑  KFUO Moves Studio. St. Louis Media History Foundation, abgerufen am 8. August 2017.